# Zaleskie (powiat sejneński)
Zaleskie – wieś w Polsce położona w województwie podlaskim, w powiecie sejneńskim, w gminie Sejny. Znajduje się 3 km od Sejn, na trasie Sejny-Ogrodniki. Leży na granicy z innymi wsiami m.in. Olszanka, Poćkuny oraz graniczy z miastem Sejny. Zaleskie są położone w malowniczej okolicy, niedaleko lasu i jezior.
| SIMC    | Nazwa        | Rodzaj    |
| ------- | ------------ | --------- |
| 1011968 | Maciejowizna | część wsi |

Wieś duchowna położona była w końcu XVIII wieku  w powiecie grodzieńskim województwa trockiego. W latach 1975–1998 miejscowość należała administracyjnie do województwa suwalskiego.